# Београдско женско друштво
Београдско женско друштво (1875-1941) било је прво удружење српских жена основано у Србији. Друштво је основано под покровитељством кнегиње Наталије, а са циљем да спреме српске девојке из разних друштвених слојева за многе радне и хуманитарне активности. Друштво се бавило просветним и хуманитарним радом и питањима каква су стручно образовање женске омладине, просвећивање, збрињавање рањеника, инвалида и сиромашне деце, помагање сиромашних и старих и сличним активностима. Залагало се и за еманципацију жена.
Убрзо по оснивању покренут је и часопис Домаћица, гласило Женског друштва, први женски часопис покренут у Србији. Друштво иницира отварање Радничке школе, Пазара за изложбу и продају производа народне женске радиности, Ђачке трпезе, Дома стараца и Прве женске болнице. Београдско женско друштво било је матица из које су основана и остала добротворна и патриотска женска друштва. Идејни творац Друштва била је Катарина Миловук, управница Више женске школе. Уз строгу организацију Друштво је водила Управа од 20 чланица.

## Историјат
Политичка кретања у Србији крајем 19. века, промене у друштвеноекономским односима, као и трансформација патријархалног уређења породице и друштва, довели су и до актуелизовања „женског питања”. На страницама дневних листова и часописа све чешће су се појављивали написи који говоре о положају жена у европским земљама и Америци и њиховој борби за еманципацију. Они који су се бавили проблемом еманципације жена у Србији били су окупљени у неколико група. Борба за еманципацију, тада још увек само „женско питање”, добија и свој институционализовани облик, па се 1875. године, под покровитељством кнегиње Наталије у Београду оснива Женско друштво „не због претенциозних захтева за које није дорасло, већ из чисте, искрене намере да просвећује себе и женски подмладак, да спрема сироте девојке за ваљане раднице, да негује хумане осећаје, да помаже сироте у невољи.”  Ускоро се основају и подружнице у градовима широм Србије, па Друштво мења назив у Београдско женско друштво и његове подружнице. Крајем 19. века Друштво је имало 536 чланица и 16 подружница, а до почетка Балканских ратова број подружница порастао је на 39. На тај начин је идеја о женском питању и борби за женска права добила могућност да се прошири и ван главног града, у унутрашњост, а преко градова у унутрашњости и на село. У тренутку оснивања циљеви Друштва су били да спреме српске девојке из разних друштвених слојева за многе радне и хуманитарне активности.

### Организација Друштва
Уз строгу организацију Друштво је водила Управа од 20 чланица, на челу са Катарином Миловук. Предводнице и водеће чланице свих женских удружења до Првог светског рата биле су припаднице српске елите. Тај елитистички круг жена, проистекао махом из Више женске школе, чиниле су супруге и кћерке политичара, професора, богатих трговаца. Чланице управе су имале водећу улогу у оснивању, раду и опстанку Друштва до 1941. године. Управа је руководила свим акцијама Друштва, старала се о напредовању њихових установа, одређивала им правац деловања и била у сталној вези са подружницама.
У то време био је популаран обичај да се високе личности позивају да буду покровитељи разних друштава, којиа они су уједно били и најиздашнији донатори. Тако је покровитељица Женског друштва била краљица Наталија, која је то остала и после разлаза са краљем Миланом, све док краљица Драга није преузела покровитељство. После атентата покровитељица Женског друштва постаје принцеза Јелена.

### Катарина Миловук
Катарина Миловук рођена Екатерина Ђорђевић (1844 — 1913) била је једна од ретких образованих жена свог времена у Србији. Била је управница и предавач на Вишој женској школи у Београду, учествовала је у организовању и раду Више српске женске школе у Солуну. Била је један од оснивача Београдског женског друштва и његова председница од 1889 до 1991. године. Касније је основала и Женско музичко друштво. Једно време била је и уредница женског часописа Домаћица. Бавила се хуманитарним радом и била борац за женска права. Написала је неколико уџбеника и превода књижевних дела.

## Активности Друштва
Друштво је деловало на хуманитарном, националном, просветном и привредном плану. У периоду од свог оснивања, па све до Првог светског рата, својом делатношћу надомештало је рад државних органа који нису могли или нису хтели да се баве питањима каква су стручно образовање женске омладине, просвећивање, збрињавање рањеника, инвалида и сиромашне деце, помагање сиромашних и старих и сличне активности.
Већ 1876. године, избија Први српско-турски рат и Друштво оснива Прву женску болницу у којој су дежурале и радиле чланице управе. Помагале су Војном санитету а имале одличну сарадњу са Друштвом Црвеног крста. Чим је почео сукоб чланице Друштва постале су добровољне болничарке, помажући Војном санитету и сарађујући са Црвеним крстом. Када је Црвени крст 1893. године организовао прву школу за нудиље и добровољне болничарке, Женско друштво се одмах одазвало. Залагањем чланица Друштва у школу за нудиље се одмах пријавило 10 девојака, а у школу за болничарке њих шест. Ово је представљало нову активност Друштва у оспособљавању жена за самостални рад.
Године 1879. покренут је часопис Домаћица, као гласило Женског друштва и први женски часопис у Србији. Исте године Београдско женско друштво оснива прву Женску раденичку (занатску) школу, у којој су ученице најсиромашнијих слојева биле примане на бесплатно школовање. Задаци школе били су васпитавање ученица „како би, као будуће грађанке, могле часно и поштено живети”. Од 1882. имало је и свој Пазар за излагање и продају производа домаће женске радиности и тиме представљало Србију у свету, а 1887. основало је и своју библиотеку у којој је било око 400 књига. Као првенствено хуманитарно друштво оновало 1899. године прву Ђачку трпезу, а 1900. и Дом старица, прихватилиште за изнемогле старе жене без родбине и средстава за живот.
Београдско женско друштво учествује и у различитим друштвено-корисним активностима и на многим културним манифестацијама у Србији и иностранству.

### Прва женска болница
Први српско-турски рат Србија је дочекала сасвим неспремна. Војни санитет имао је 19 лекара, 5 лекарских помоћника, 1 апотекара и 4 апотекарска помоћника, док је у грађанској служби био 41 лекара, 5 лекарских помоћника, 25 апотекара и 5 апотекарских помоћника.
Одмах по објави рата чланице Београдског женског друштва су донеле одлуку да отворе болницу. Болница је била смештена у зграду Теразијске полугимназије, у улици Краљице Наталије бр. 100, на углу са Добрињском. Болница је радила од 23. јула 1876. до 13. априла 1877. Како зграда није била условна, особље је имало великих проблема око одржавања хигијене и нормалног функционисања. У болници је, у почетку, у четири собе било смештено 25 рањеника, док се у дворишту налазила једна изолована соба. Чланице управе Друштва су дежурале сваког дана, а сва управа, администрација, економија и лечење било је у рукама жена. На почетку је шеф болнице био хирург др Штајнер (Steiner) из Беча, једини мушкарац међу особљем, али га је од септембра заменила др Марија Фјодоровна Зиболд. Осим ње у болници је радила и др Раиса Самуиловна Свјатловска (Раиса Самуиловна Святловска), прва жена која ја завршила медицину на универзитету у Берну. Као помоћнице су радиле Милева Котуровић и Божена Сњећива, наставнице у Вишој женској школи, и неколико студената и студенткиња медицине. Од 164 лечена пацијента највећи број чинили су рањеници који су стизали са свих већих бојишта. Болница је стекла велики углед због стручности лекарки, болничарки и помоћног особља који су пожртвовано радили на одржавању високих хигијенских услова и пружали сву потребну негу рањеницима коју су отпуштани тек када би потпуно прездравили. Најдетаљнији запис о раду болнице Београдског женског друштва оставио је Милан Радовановић, тада докторанд медицине, у својим Белешкама. Свој рад Радовановић је завршио следећим речима: „Али, шта би биле речи моје према онима којима ће наше цело поколење записати рад друштва овога, у Историју рата свога! Да, признајем да много и много врста напишем, никада не бих казао ни милијонити део онога, што осећа душа једнога болника који је негован у болници овој, или што казује један поглед његових заплаканих очију, и једна реч његова, која од узбуђења у грлу умире, – сцена, које сам сâм сведок не једном био. … Женско Друштво развивши делателност своју показало је не само патријотизам, саучешће, пожртвовање, и т. д. него је констатовало факт, да није далеко од оног великог историјског питања које се зове: ослобођење женскиња.” На жалост, не само да су рад и пожртвованост руских лекарки и чланица Друштва заборављен, већ се ни у стручним радовима није о овој болници до сада много говорило.
Значај ове болнице је у томе што је вероватно била прва женска болница у Европи, не само по саставу особља већ и по томе што је финансирана средствима Београдског женског друштва. До краја 19. века основано је у свету неколико болница у којима је женско особље лечило искључиво женске пацијенте и децу, али није познат ниједан пример болнице каква је била болница Београдског женског друштва. Због великих заслуга и помоћи др Марија Зиболд и др Раиса Свјатловска су изабране за почасне чланице Београдског женског друштва. У знак захвалности за све што су урадиле током рата Српско друштво црвеног крста је одликовало многе чланице друштва медаљама и захвалницама. Многе чланице Друштва добиле су и Златну или Сребрну медаљу за ревносну службу Њене Светлости Књагиње Наталије којим их је одликовао кнез Милан Обреновић. Међутим, ни сва добијена признања нису била довољна препорука јер је по избијању Другог српско-турског рата тадашњи министар војни Сава Грујић 30. новембра 1877. године забранио да се примају жене болничарке. Женама је допуштено да буду надзорнице болница, да брину о организацији и снабдевању, али не и да брину о рањеницима.
| XV Резервна болница По избијању Првог светског рата Београдско женско друштво поново се укључује у одбрану земље оснивањем 15. Резервне болнице, коју су чланице Друштва опремиле и ставиле на располагање у року од два дана. Сличне активности тада су већ предузимала и друга женска удружења. Чланице Београдског женског друштва приметиле су да се њихов рад на организовању и вођењу болнице који су „обављале у миру и тишини, без велике ларме, како то доликује управи Женског друштва” не вреднује довољно. Одлучиле су да реагују писмом директору Штампе, што представља једно од првих обраћања јавности у коме је изнесен захтев за признавање женског доприноса у рату. |

### Први женски часопис у Србији
Часопис Домаћица покренут је 1879. године као гласило Женског друштва и био је први женски часопис у Србији који је излазио у континуитету. Био је то утицајан и могло би се рећи моћан часопис, који је вршио јак утицај на јавност. По својој концепцији био је просветитељски конвенционалан, традиционално ослоњен на „проверене” женске вредности тога доба, које су пре свега истицале као позитивне особине женску част, приврженост породици, љубав према национу. Идејни творац часописа била је Катарина Миловук. У Домаћици је забележен целокупан рад Београдског женског друштва, а редовне рубрике биле су хигијена, газдовање, одевање, наука и забава. Оданост краљевској кући била је видљива и јасно артикулисана.
Према тадашњем закону у Србији се женама порицала способност да се брину о имовини и новцу или да се појављују пред судом. Зато су до 1937. године главни уредници часописа Домаћица били искључиво мушкарци, па се његова концепција није много разликовала од става званичне политике и мишљења „мушких кругова”. Иако су припаднице Друштва веровале да је жена једнака мушкарцу, ипак је Друштво било пре свега традиционалистичких и конзервативних схватања према улози жене у друштву. Садржај је био биран по угледу на женске листове у свету чији је основни циљ био да гаје „култ женствености” и друштвени став да су основне улоге жене у друштву улоге мајке, васпитачице, супруге и домаћице, а женино место било је у кући, уз децу и мужа. Домаћица није одступала од проповедања тих улога, а у сваком броју је доносила прилоге о вођењу домаћинства, помоћи болеснима, васпитавању деце, ручним радовима и другим традиционалним женским делатностима и истицала друштвено пожељне вредности жене: поштење, верност, скромност, љубав, доброту, пожртвовање, вредноћу.

### Женска раденичка школа и радно оспособљавање жена
Женска раденичка школа основана је 25. децембра 1879. године и била је прва школа у којој су се сиромашне девојке између 13 и 17 година могле обучити за радничка занимања. У време када је краљица Драга била покровитељица Женског друштва (до атентата 1903. године) школа је носила њено име. Задаци школе били су васпитавање ученица, „како би као будуће грађанке могле часно и поштено живети”, затим унапређивање заната као и чување и унапређивање народне текстилне радиности и афирмација њених производа у свету. У школи се учило кројење, шивење и вез. Девојке су обучаване за самостално обављање ових заната, као и за рад у кући. Други циљ, који је Друштво остваривало кроз рад ове школе, био је очување ових заната. До балканских ратова ову школу је завршило нешто више од 1000 ученица.
Наставничко особље ангажовала је и плаћала управа Друштва, а како би се осигурао њихов положај основан је 1895. године и Пензиони фонд у који су учитељице улагале 5 процената своје плате, а исто толико је улагала и управа из друштвене благајне. Женско друштво организовало је бројне приредбе на којима су прикупљани добротворни прилози, највише за Женску раденичку школу. Школа је учествовала на изложбама широм земље (Београд, Врање и Пожаревац, 1895. године), а своје радове излагали су и на бројним изложбама у иностранству: у Паризу (1889, 1900 и 1906), Петрограду (1902 и 1903), Лондону и Лијежу (1907), Прагу (1910) и у Торину (1912).
Женска раденичка школа била је једина таква школа у Србији све до 1907. године, када је у Пироту подружница Друштва основала Женску ћилимарску школу. Доктор Лаза Лазаревић који је, заједно са Драгом Љочић, лечио ученице Женске раденичке школе и децу коју је Друштво помагало, предложио је да се просветни рад Друштва прошири и на села, тако што би се у њима организовала предавања о нези деце и хигијени у кући. Тај рад се одвијао преко појединих подружница.

### Пазар
Упоредо са Женском раденичком школом 1882. године основан је и Пазар, где су се продавали производи ученица школе, али и рукотворине жена из околине Београда. Производи који су се могли купити на Пазару били су познати по квалитету и брзо су нашли купце, посебно међу странкињама и у дипломатском кору.

### Ђачка трпеза
На иницијативу тадашњег министра привреде Симе Лозанића, 1899. године Друштво је основало Ђачку трпезу. Андра Ђорђевић, тадашњи министар просвете, именовао је Одбор трпезе, који је био састављен од 30 госпођа и 4 професора, а покровитељ Трпезе постао је краљ Александар Обреновић. То је била прва јавна студентска трпеза (менза), у којој су се хранили ђаци из гимназија и студенти Велике школе.

### Дом старица
Године 1900. Београдско женско друштво оснива Дом старица, прихватилиште за изнемогле старе жене без родбине и средстава за живот. Ово је био први Дом за стара лица у Београду и у почетку је имао 10 постеља, да би се касније проширио и преселио у подобнију зграду.

### Остале друштвено-корисне активности
Београдско женско друштво учествује и у различитим друштвено-корисним активностима. Друштво је 1886. године приредило изложбу рукотворина Женске раденичке школе у Бечу, а 1889. је први пут учествовало на Светској изложби у Паризу. Касније у току свог рада Друштво је учествовало на многим културним манифестацијама у многим иностраним земљама. Заједно са Колом српских сестара одазива се позиву Српске владе да се пружи помоћ Етнографском музеју у припремама изложби српског културног наслеђа, па је 1907. учествовало у припреми „Изложбе балканских земаља” у Лондону, а 1910. у припреми изложбе „Српска жена” у Прагу.
Представнице Друштва учествовале су у раду слетског одбора за Соколски слет 1930. Београдско женско друштво пристало је да у просторијама свог дома у Бранковој улици смести 150 соколица из Чехословачке, Пољске и из Лужице (Лужичких Српкиња). Одбор госпођа Београдског женског друштва решио је да прими на стан и храну 10 сиромашних соколица са Крка. Планирано је да заједно са Домом у Каменици отвори свој павиљон на слетишту, у којем би била изложба народних радова.
У оквиру Конгреса Међународног женског савеза, одржаног у Дубровнику од 28. септембра до 9. октобра 1936. приређене су изложба народних рукотворина и изложба књига. Изложбу народних рукотворина организовало је Београдско женско друштво и Коло Српских Сестара, а учествовала су многа женска удружења из тадашње Краљевине Југославије. Изложба је отворена у делу просторија Палате Спонза 28. септембра 1936. Изложба је показала да су удружења успела да сачувају оригиналне мотиве старе народне орнаментике и оживе њихову примену не само у народу већ и за потребе савременог живота.

## Значај Београдског женског друштва
Београдско женско друштво било је матица из које су основана и остала добротворна и патриотска женска удружења и својим деловањем оставило дубок траг у културној историји српског народа. Ма како то данас изгледало, Београдско женско друштво сматра се родоначелником женског покрета у Србији. Процес стицања искустава у раду Женског друштва је за неке жене имао еманципаторску функци.
Ни у једној новијој историји модерне Србије скоро да нема помена о делатности и доприносима женских удружења, пре свега Београдског женског друштва, чија је активност деценијама служила као замена за неке аспекте непостојеће социјалне државне политике и била видљива на плану националне политичке и културне репрезентације.